# Юрковский, Александр Александрович
Алекса́ндр Алекса́ндрович Юрко́вский (укр. Олександр Олександрович Юрковський) — украинский военнослужащий, майор, участник российско-украинской войны. Герой Украины (2022).   

## Биография
В мае 2022 года подразделение майора Александра Юрковского уничтожило российскую технику и понтонную переправу через реку Северский Донец в районе Белогоровки (Луганская область). Благодаря этому было замедлено продвижение противника, предотвращено перебрасывание его резервов и продолжение наступления в направлении населённых пунктов Северск и Лисичанск.

## Награды
- Звание «Герой Украины» с удостоением ордена «Золотая Звезда» (5 августа 2022) — за личное мужество и героизм, проявленные в защите государственного суверенитета и территориальной целостности Украины, верность военной присяге[2].
- Орден Богдана Хмельницкого II степени (21 апреля 2022) — за личное мужество и высокий профессионализм, проявленные в защите государственного суверенитета и территориальной целостности Украины, верность военной присяге[3].
- Орден Богдана Хмельницкого III степени (21 августа 2019) — за личное мужество и высокий профессионализм, проявленные в защите государственного суверенитета и территориальной целостности Украины, верность военной присяге[4].